# Chillanes (kanton)
Chillanes – kanton w Ekwadorze, w prowincji Bolívar. Stolicą kantonu jest Chillanes.